# Etchū

Mappa delle province giapponesi con la provincia di Etchū evidenziata

Etchū (越中国?, Etchū no kuni) fu una provincia del Giappone situata nello Honshū centrale, affacciata sul Mar del Giappone. Confinava con le province di Echigo, Shinano, Hida, Kaga e Noto. La sua area corrisponde all'odierna prefettura di Toyama.
La capitale antica fu Takaoka, ma durante il periodo Sengoku l'area veniva di solito controllata dai signori delle vicine province vicine, come Echigo e Kaga. Alcuni piccoli clan della provincia quali Jinbō e Shiina si combatterono per decenni senza riuscire a prevalere l'uno sull'altro.